# 蔚来ET7
蔚来ET7是中国电动汽车公司蔚来汽车生产的一款大型电动汽車。2021年1月9日在中華人民共和国成都举行的 "NIO Day "上首次亮相，2022年初上市，起售价为人民幣44.8万元。
| 类别       | 类别       | %      |
| ---------- | ---------- | ------ |
| 总分：     | 5 /5颗星   | 87.3%  |
| 乘员保护： | 乘员保护： | 88.18% |
| VRU保护：  | VRU保护：  | 77.15% |
| 主动安全： | 主动安全： | 91.44% |

## 事故

### 蔚来ET7“坠楼”事件
2022年6月23日，蔚来官方发布公告，“6月22日17时20分左右，一辆蔚来测试车辆从上海创新港停车楼三层坠落，造成两名数字座舱测试人员罹难，其中一名为公司同事，另一名为合作伙伴员工。我们对这次意外非常痛心，对罹难的同事和合作伙伴员工表示深切哀悼。公司已经成立专门的小组，帮助家属处理善后事宜。事故发生后，公司第一时间协同公安部门启动了事故原因调查分析程序。根据对现场情况的分析可以初步确认，这是一起意外事故，与车辆本身没有关系”。